# NGC 3966
NGC 3966 (ook wel NGC 3986) is een spiraalvormig sterrenstelsel in het sterrenbeeld Grote Beer. Het hemelobject werd op 8 mei 1864 ontdekt door de Duits-Deense astronoom Heinrich Louis d'Arrest.

## Synoniemen
- NGC 3986
- UGC 6920
- MCG 5-28-53
- ZWG 157.58
- IRAS11541+3217
- PGC 37544